# Embalse de Canales
El embalse de Canales se sitúa en las faldas de Sierra Nevada, en el municipio español de Güéjar Sierra, provincia de Granada. La presa fue inaugurada en 1988, bañando sus aguas a la antigua localidad de Canales. Pertenece a la cuenca hidrográfica del Genil y es gestionado por la Confederación hidrográfica del Guadalquivir por lo que en ocasiones los desembalses han sido de mayor entidad que los anunciados.
El río Genil tiene una longitud de 358 km, es el segundo río de Andalucía y el primero del antiguo reino de Granada, nace en la provincia de Granada (laguna de la Mosca) con la unión de los ríos Real y Guarnón y desemboca en la provincia de Córdoba, en el municipio de Palma del Río, por la margen izquierda del Guadalquivir. Este río discurre también por otras localidades importantes como Granada, Loja, Puente Genil y Écija.
En el cauce del río Genil también se encuentran los grandes embalses de Iznájar (981,12 hm³) y el de Cordobilla (34 hm³).

## Finalidad
- Usos de las láminas de agua: Pesca - Deportes náuticos - Baños
- Usos del agua desembalsada:

Riego (15,91 hm³, 4000 Ha.)
Abastecimiento (32,47 m³, 278 000 hab.).
Electricidad (8500 kW).

## Características
Fue diseñada por el doctor ingeniero de caminos, canales y puertos Guillermo Bravo Guillén.
La cuenca de este embalse tiene una superficie de 176 km² con una precipitación media anual de 617,5 mm. y una aportación media anual de 71,9 hm³.
La presa es de tipo materiales sueltos, con núcleo de arcilla. Planta ligeramente curva, tiene una altura sobre el cauce de 146 m y sobre cimientos de 156 m. La longitud de coronación es de 340 m y el ancho de coronación de 19 m. Aliviadero de labio fijo.
Desagües de tipo fondo con 2 conductos y con una capacidad de desagüe de 72 m3/s.
El embalse tiene una superficie de 156 ha y una capacidad de 70,7 hm³.
En cuanto al paisaje de su cuenca, (la del Genil) esta se caracteriza por sus cañones profundos y cortados, en contraste con el paisaje de la cuenca del Guadalquivir del que es afluente principal. Cabe destacar en este entorno natural la loma de la Pileta, Los Jarales, cerro del Castillo, Balcón de Canales, etc.

## Datos del embalse
- Cuenca: Genil
- Provincia: Granada
- Municipio: Güéjar Sierra
- Río: Genil
- Tipo de presa: Materiales sueltos núcleo arcilla
- Año de construcción: 1989
- Superficie: 156 ha